# Smith Wigglesworth
Smith Wigglesworth (Menston, 1859. – 1947.) bio je jedan od pionira pentekostalnog pokreta kako u rodnoj Engleskoj, tako i u svijetu.

## Djetinjstvo
Rođen je u siromašnoj obitelji od Marthe i Johna Wiggleswortha u malom engleskom selu Menstonu, pored Bradforda. Već sa šest godina počeo je pomagati obitelji radeći na poljima šećerne trske. Majka mu je bila kućanica i izrađivala je odjeću od tkanine koju bi joj davali prijatelji i rodbina. Kad je Smithu bilo osam godina, njegova baka, inače pobožna Wesleyjeva metodistkinja, počela ga je voditi u obližnju metodističku kapelicu. Tamo je Smith vidio stare ljude kako pjevaju pjesme slavljenja i plešu oko peći, i tada je primio sigurnost spasenja kroz Kristovu krv. Kako će kasnije reći, od tog dana do kraja života bio je siguran da će kad umre biti u Kraljevstvu nebeskom. Već je tada počeo osvajati duše za Krista i prvo obraćenje bilo je ono njegove majke.

## Rana adolescencija
Kad je Smithu bilo trinaest godina, obitelj se preselila u Bradford jer je otac dobio posao u tvornici tkanina. Mali Smith radio je od 6 ujutro do šest poslijepodne. Često se znao plačući požaliti ocu,a on bi mu također u suzama odgovorio: "Šest sati uvijek će doći, sine." S trinaest godina bio je potvrđen od biskupa u "Church of England". Kako je pomagao obitelji radeći, nije imao puno vremena za školu i bio je nepismen. Pisanju i čitanju poučit će ga tek njegova žena. U tvornici u kojoj je radio upoznao je pobožnog čovjeka, člana "Plymouthske braće" koji ga je naučio temeljne stvari iz Biblije, i sa sedamnaest godina bio je kršten potpunim uranjanjem. Isti taj čovjek podučio ga je vodoinstalaterskom zanatu.

## Polly,Vojska spasa, Bowland Street Mission
Iako nije znao čitati, uvijek je nosio džepnu Bibliju ili barem Novi zavjet i nudio je veliku novčanu nagradu onome tko ga uhvati bez njega. Godine 1875., osnivač pokreta pod nazivom Vojska spasa William Booth posjetio je Bradford. Zadivljen njihovim žarom za svjedočenjem, Wigglesworth se odlučio uključiti svim srcem. "Često smo znali imati cijele noći molitve za 50 ili 100 obraćenih ljudi sljedećeg tjedna, i znali smo da ćemo ih imati" - rekao je Wigglesworth. Upravo u Vojsci spasa (iako nikada nije postao službeni član) upoznao je svoju buduću suprugu - Mary Jane Featherstone - odmilja zvanu Polly. Vidio ju je na jednoj službi i odmah je osjetio kao da mu pripada. Kasnije su se sprijateljili i na koncu vjenčali. Imali su petero djece; četiri sina - Setha, Harolda, Ernesta i Georgea, te kćer Alice. Polly je Smitha naučila čitati i pisati, ali, kako se kasnije znao požaliti, nikada ga nije podučila pravopisu. Mladi je par odlučio pokrenuti malu misijsku postaju - Bowland Street Mission. Polly je strastveno propovijedala, a Smith je bio kod oltara i vodio ljude kroz molitvu spasenja. Kasnije će reći: "Njezin posao bio je postaviti mrežu, a moj izvući ribu. Potonje je jednako tako važno kao i prethodno",  aludirajući na Isusov poziv Petru i Andriji - "Učinit ću vas ribarima ljudi." (Evanđelje po Mateju 4:19). Smith je također radio kao vodoinstalater i pokrenuo svoju tvrtku te se brinuo za djecu.

## Prva iscjeljenja
Jednom tjedno Wigglesworth je odlazio u Leeds gdje su se održavale službe iscjeljenja. Svaki bi put poveo veliki broj ljudi. Kada bi dolazio, voditelji službe bi mu se smijali i govorili među sobom : "Kad bi barem znao da ih može imati iscjeljene u Bradfordu jednako kao i u Leedsu!" Tako su mu jednoga dana rekli kako nema nitko tko bi vodio službu iscjeljenje, pa su tražili njega. Doveli su ga pred gotov čin i nije se mogao izmotavati. Morao je sam voditi službu! A usto je i mucao od djetinjstva! No, nekako se uspio sabrati i uspješno odraditi službu. Na kraju je dvanaest ljudi tražilo iscjeljenje. On se pomolio nad jednim čovjekom i primio je iscjeljenje. Nitko nije bio više izneneđen od samoga Smitha. Isto se dogodilo i s drugih 11. Kasnije će Wigglesworth reći kako je uvjeren da to nije bila njegova vjera, nego mu je Gospodin pomogao u tom času.

## "Nijedan nož neće taknuti ovo tijelo bilo u životu bilo u smrti."
Od tog dana Smith i Polly započeli su i sami držati službe iscjeljenja. Zakleli su se međusobno da nikada ne će posjećivati doktora, osim u slučaju da jedno od njih bude na samrti, da bi očuvalo ovo drugo od osude. Uskoro se pokazalo da će ta izjava brzo biti iskušana. Smith je mjesecima trpio bol u trbuhu da bi konačno kolabirao u agoniji. Kako je mislio da je na samrti, rekao je Polly da pozove doktora da bi se sačuvala od osude i sramote. Doktor je došao i pregledao ga. Ustanovio je da ima upalu crvuljka (apendicitis) i da je hitno potrebna operacija, iako je vjerojatno prekasno. Doktor je otišao, a netko je pokucao na vrata. Bili su to starija žena i mladi dečko. Oni su molili nad njim, i dečko je uzviknuo : "Izlazi van,đavle!" Nije bilo vremena da mu Smith objasni kako on ne vjeruje da on kao kršćanin može imati demona u sebi. Ali, on je ozdravio. Cijela obitelj je plakaka od sreće i zahvaljivala Gospodinu. Smith je brzo odjurio natrag na posao. Nakon toga se vratio doktor. Pitao je gdje je Smith, a Polly mu je odgovorila da je otišao raditi. Doktor joj je rekao : "Vratit će Vam ga kao truplo." Kako je Wigglesworth kasnije rekao, to "truplo" je i danas živo!

## Krštenje Duhom Svetim
U Sunderlandu su se pod vodstvom anglikanskog pastora Alexandera Boddyja održavali sastanci na kojima se događala krštenja Duhom Svetim i glosalija – govor u drugim jezicima – kao na dan Pentekosta. Wigglesworth je vjerovao da je on već primio Duha Svetoga kad je prije mnogo godina postio i molio 10 dana da ga Bog očisti od nagle naravi. Međutim, osjetio je kao da mora imati „te jezike“, pa se odlučio zaputiti u Sunderland. Tamo je bio nekoliko dana i žalio se je naglas da su službe u Bradfordu otkamo je došao vatrene, a tu su mlake. Kad je već bio odlazio, ipak je htio da gđa. Boddy moli nad njim za jezike. Ona mu je rekla da nisu jezici ti koji mu trebaju, nego krštenje Duhom Svetim. Pomolila se nad njim i izišla iz sobe. Tada je Wigglesworth počeo slaviti Boga prvo na engleskom, a onda i u drugim jezicima. Tada se vratio kući.
Kad je stigao, ispričao je Polly sve što se dogodilo, a ona je bila vrlo skeptična. Rekla je da će sljedeću nedjeljnu službu voditi Smith, a ne ona. Došla je nedjelja, i Smith je pod vodstvom Duha Svetoga odvažno propovijedao i nije više mucao. Kad je to vidjela, Polly je uzviknula : „To nije moj Smith!“ Ubrzo je i Polly krštena Duhom Svetim i njih dvoje imali su snažnu službu sve do njezine smrti.

## Početak svjetske službe
Na Novu godinu 1913. Polly je umrla. Smitha su brzo pozvali i zapovijedio je da ju se unese u spavaću sobu te zatvorio vrata. Tamo je prema vlastitom svjedočanstvu zapovijedio smrti da ju ostavi i Polly se vratila u život. Imali su kratak razgovor i onda je otišla Gospodinu.
To će iskustvo imati velik utjecaj na Wigglesworthov život. Kad je otišao na Pollyin grob želio je umrijeti tamo. Ali Gospodinu mu je rekao da ustane i ode. Smith je rekao Bogu da će ići i propovijedati Evanđelje ako mu da dvostruku porciju Duha, njegovu i onu njegove žene. Bog je bio milosrdan i odgovorio mu je na molbu. Tako je započela njegova svjetska služba.

## Šest kontinenata
Nedugo nakon toga Wigglesworth je dobio poziv da dođe u SAD i Kanadu. Proputovao je čitav kontinent i održao mnoge propovijedi u mnogim gradovima, posebno u Los Angelesu. Također je taj neobrazovani yorkshirski vodoinstalater imao i jednu od najvećih službi iscjeljenja ikada. Postoje tisuće zapisa i svjedočanstava ljudi koji su doživjeli Božje iscjeljenje po vjeri kada bi on položio ruke na njih, molio ili ih pomazivao uljem kako je apostolima zapovijedio Isus.
Uslijedile su mnoge kampanje i sastanci diljem svijeta. Propovijedao je na šest kontinenata. U Europi je posjetio Skandinaviju, Dansku, Švicarsku, Francusku i Austriju.U Aziji je služio u Indiji i Šri Lanki. U Africi je služio u Južnoafričkoj Republici i Kongu te propovijedao pripadnicima plemena Zulu. Posebno su značajni bili njegovi posjeti Australiji i Novome Zelandu, gdje je nakon njegovih službi pokrenuto mnogo pentekostalnih crkava.

## Wigglesworth kao čovjek
Wigglesworthov moto bio je „Samo vjeruj.“ Tvrdio je da je jedina knjiga koju je ikad pročitao Biblija, i nije dopuštao novine u svome domu. Mnogi su njegove metode smatrali odveć nasilnima, jer je često znao udariti bolesnika u bolesno mjesto, vjerujući da ne udara ljude, nego onoga koji uzrokuje bolesti – đavla. Jedan takav incident dogodio se kada su u dvoranu doveli čovjeka u krevetu. Kad je došao njegov red na molitvu, Wigglesworth je zapovijedio bolesti da izađe i snažno ga udario šakom u trbuh i nastavio dalje. Kako su pored čovjeka bili doktori, bili su zaprepašteni i pregledali su ga te ustanovili da je umro. Wigglesworth se nije obazirao. Nakon 15 – ak minuta čovjek je došao sebi i shvatio da je potpuno ozrdravio.
Također su Wigglesworthove metode bile vrlo elastične. Ponekad je molio za iscjeljenje, ponekad uz to i pomazivao uljem, a nekad bi samo zapovijedio bolesti ili demonu da ode. Prilikom posjeta Švedskoj, vlasti su mu zabranile da u parku gdje se skupilo oko 10 000 ljudi polaže ruke. Tada je rekao ljudima da polože ruke sami na sebe, a on je molio.Mnogi su toga dana primili svoje iscjeljenje.
Wigglesworthov je govor bio jednostavan i nekad se činio pomalo grubim, čemu je možda doprinijela i njegova kršna konstitucija te yorkshirski naglasak.
Često se znalo dogoditi da on sam bude puno bolesniji od bolesnika za koje je molio. Tako je u starosti obolio od bubrežnih kamenaca i često bi se na službama morao povući kako bi izmokrio kamen, a odjeća mu je znala biti natopljena krvlju dok je propovijedao. Odbijao je bilo kakav medicinski zahvat jer se zakleo da „nijedan nož neće taknuti ovo tijelo bilo u životu bilo u smrti.“ Nakon tri godine agonije izmokrio je mnogo kamenja koje je skupio u bočicu i nosio sa sobom. U dubokoj starosti je patio od išijaza koji mu je hodanje činio bolnim, ali čak i duboko u osamdesetima održavo je mnoge propovijedi i vodio službe iscjeljenja.

## Smrt[1]
Smith Wigglesworth umro je 1947. godine s 88 godina na prijateljevom sprovodu. Kada ga je doktor pregledao, ustanovio je da ne zna razlog smrti jer se činio potpuno zdravim. Umro je prilikom razgovora s prijateljem. Samo je duboko udahnuo i srušio se.

## Citati
{{"Strah gleda;vjera skače. Vjera nikada ne promaši svoj cilj. Ako vas ostavim kako sam vas našao, ja nisam Božji kanal. Ja nisam ovdje da bih vas zabavljao, nego da bih vas doveo na mjesto gdje se možete smijati nemogućem."
"Mogu li demoni ostati u tvojoj prisutnosti? Moraš biti veći od demona. Može li bolest prebivati u tijelu koje dotakneš? Moraš biti veći od bolesti." 1 Iv 4:4
"Jesi li bio spašen prije nego si povjerovao ili poslije? Poslije, odgovorio je (sugovornik). Bit ćeš i iscjeljen poslije."
"Vjera je čin."
"Ako čitam novine, izlazim prljaviji nego što sam bio. Ako čitam Bibliju, izlazim čišći nego što sam bio, a ja volim biti čist! On je bio, kako je Wesley rekao, „čovjek jedne knjige“."
"Neki ljudi vole čitati Bibliju u hebrejskom, neki u grčkom; ja je volim čitati u Duhu Svetome."
"Velika vjera proizvod je velikih borbi."
"Kako netko može posjedovati veliku vjeru? Evo odgovora: Prvo stabljika, onda klas, onda i puno zrno u klasu. Vjera mora rasti od zemlje, vlage i vježbe." (Marko 4: 26 – 29)
"Gospodine, daj nama, Tvojim slugama, veliku pronicavost srca, veliku odlučnost volje, i veliko pouzdanje kroz Isusovu krv. Amen."
"Kako je velika pozicija čovjeka koji je rođen od Boga, rođen od čistoće, rođen od vjere, rođen od života, rođen od sile!"
"Kako se pogled na svijet mijenja kad Isus dođe!"
"Želim vam pomoći da uvidite da, Božjom snagom, nećete biti obični."
"Snaga odozgo (Luka 24:49)…To je kad Bog ugrađuje u tebe božansku aktivnost s moći."
"Ja sam uvijek na svojoj granici. Svaki put kad propovijedam, propovijedam najbolje što mogu. Svaki put kad molim, molim najbolje što mogu."
"Čovjeku vjere nema stvari koja nije prilika."
"Ja sam sav u Pentekostu."
"Božja riječ živi!"
"Bez vjere, nemaš ništa.Ne možeš biti spašen bez nje.Ne možeš biti iscjeljen bez nje."
"Prije nego čovjek može vezati neprijatelja, mora znati da nitko ne veže njega."
"Vjera je takvo božansko utemeljenje hrabrosti u tebi da te hrabrost prati kroz sve uvjete. Ne možeš doći u Božji red, osim ako nisi natopljen Božjom riječi."
"Čistoća je ključna za vjeru."
"Ako želiš napredovati u Božjem životu, onda moraš staviti u svoje srce da se nikada nećeš odupirati Duhu Svetomu. Duh Sveti i vatra – vatra koja spaljuje sve što te osiromašuje i uništava."
"Viči: „Idi od mene, sotono!“ (Matej 16: 23), i bit će ti najbolje na svijetu. Šapći to, i neće."
"Promašujemo najuzvišenije stvari jer nam nedostaje odvažnosti. Ako zazoveš Boga u bilo koje vrijeme, vidjet ćeš da će biti veći od svake sile koja je oko tebe."
"Kad čitaš Poslanicu Rimljanima 8, bit ćeš otporan na grijeh i otporan na đavla."
"Ja nikad ne pitam Smitha Wiggleswortha kako se osjeća! Ja skočim iz kreveta! Plešem pred Gospodinom najmanje 10 do 12 minuta, i to brzi ples. Skačem gore i dolje i trčim oko svoje sobe govoreći Bogu kako je velik, kako je predivan, kako sam sretan što sam povezan s njim i što sam njegovo dijete."
"Sve trebamo promijeniti vjerom, umornost odmorom, slabost snagom."
"Božji plan za tebe je da zaboraviš prošlost na svaki način, jer budućnost je tako prekrasna. O, Božja riječ je tako predivna! Riječ me tako izjeda da nemam mjesta nego u Božjoj riječi."
"Svatko tko je ovdje spašen ima milijun puta više nego što misli."
"Želim da obećate Gospodinu da, od večeras, nećete misliti unazad, gledati unazad, ili djelovati unazad!"
"Bog želi da njegov narod plamti djelovanjem Duha Svetoga."
"Kada stvari ne idu kako bi trebale, tada djeluju sotonske snage. Koje je moje rješenje? Ukoriti stanje grijeha, smrti, bolesti, ili što je već u pitanju. Mogu moliti u Duhu Svetome, i ta će molitva slomiti svaki stisak neprijatelja."
"Jesu li spasenje i iscjeljenje za sve? Oni su za sve koji će posegnuti i uzeti svoj dio. (Božja) Riječ može otjerati svaku bolest iz tvog tijela. To je tvoj dio u Kristu, koji je naš kruh, naš život, naše zdravlje, naše sve u svemu."
"Usuđuješ li se, usuđuješ li se odbaciti ovo slavno Božje Evanđelje za duh, dušu i tijelo?...Ovo Evanđelje koje donosi slobodu, ovo Evanđelje koje oslobađa duše od ropstva, ovo Evanđelje koje donosi savršeno zdravlje za tijelo, ovo Evanđelje potpunog spasenja?"
"Polly (Wigglesworthova žena) rekla je: „Ako imamo ono što su oni (apostoli) imali, onda možemo činiti ono što su oni činili.“"
"Ako ostaviš ljude kako si ih našao, Bog ne govori kroz tebe. Ako ne činiš ljude sretnima ili ljutima, nešto ne valja s tvojom službom. Ako se ne vodi rat (duhovni), radiš loš posao."
"Ako Duh Sveti ne pokrene mene, ja pokrenem njega."
"Mene ne pokreće ono što vidim ili osjetim, mene pokreće samo ono što vjerujem."
"Nema kolebljivosti. Ovo je princip: onaj koji vjeruje je jasan. Jasna vjera donosi jasno iskustvo."
"Ljudi mogu previše naglašavati istinu o Božjem iscjeljenju. Ljudi mogu pogriješiti propovijedajući cijelo vrijeme o vodenom krštenju. Ali nikad ne možemo pogriješiti uzvisujući Gospodina Isusa Krista, dajući mu vrhovno mjesto i slaveći ga i kao Gospodina i kao Krista; da, kao pravoga Boga od pravoga Boga. Budući da smo ispunjeni Duhom Svetim, naša jedina želja je veličati Ga. Moramo biti ispunjeni Duhom Svetim da dobijemo puno otkrivenje Gospodina Isusa Krista."}}

## Djela
Dvije knjige zapisa njegovih propovijedi:
- Ever increasing faith  Arhivirana inačica izvorne stranice od 16. srpnja 2003. (Wayback Machine) (PDF) 1924. Zao Ministries International.
- Faith that prevails 1938. Biblioteca di eVangelo

## Vanjske poveznice
- Službene stranice posvećene Smithu Wigglesworthu